# 白羊座55
白羊座55（55 Ari, 55 Arietis），是一颗位于白羊座的恒星，距离地球约1100光年，视星等为5.74。